# Americas Rugby Challenge 2018
La Americas Rugby Challenge del 2018 fue la 1.ª edición del torneo para países de Sudamérica Rugby y Rugby Americas North que no participan del Americas Rugby Championship, estuvo organizada por la Federación Colombiana de Rugby y se celebró en Medellín (Colombia) del 26 de agosto al 1 de septiembre de 2018.

## Equipos participantes
- Selección de rugby de Colombia (Los Tucanes)
- Selección de rugby de Paraguay (Los Yacarés)
- Selección de rugby de Guyana (Green Machine)
- Selección de rugby de México (Serpientes)

## Posiciones
| Pos. | Equipo   | Encuentros | Encuentros | Encuentros | Encuentros | Tantos  | Tantos    | Tantos     | Puntos Bonus | Puntos Totales |
| Pos. | Equipo   | jugados    | ganados    | empatados  | perdidos   | a favor | en contra | diferencia | Puntos Bonus | Puntos Totales |
| ---- | -------- | ---------- | ---------- | ---------- | ---------- | ------- | --------- | ---------- | ------------ | -------------- |
| 1    | Colombia | 3          | 3          | 0          | 0          | 160     | 36        | + 124      | 2            | 14             |
| 2    | Paraguay | 3          | 2          | 0          | 1          | 160     | 87        | + 73       | 2            | 10             |
| 3    | México   | 3          | 1          | 0          | 2          | 84      | 116       | - 32       | 1            | 5              |
| 4    | Guyana   | 3          | 0          | 0          | 3          | 40      | 205       | - 165      | 0            | 0              |

Nota: Se otorgan 4 puntos al equipo que gane un partido y 2 al que empate
Puntos Bonus: 1 punto por convertir 4 tries o más en un partido y 1 al equipo que pierda por no más de 7 tantos de diferencia

## Resultados

### Primera fecha
| 26 de agosto, 10:00 | Paraguay | 45 - 36 | México | Estadio Cincuentenario, Medellín |  |
|                     |          | Reporte |        |                                  |  |

| 26 de agosto, 15:00 | Colombia | 71 - 7  | Guyana | Estadio Cincuentenario, Medellín |  |
|                     |          | Reporte |        |                                  |  |

### Segunda fecha
| 29 de agosto, 10:00 | Guyana | 7 - 86  | Paraguay | Estadio Cincuentenario, Medellín |  |
|                     |        | Reporte |          |                                  |  |

| 29 de agosto, 15:00 | Colombia | 45 - 0  | México | Estadio Cincuentenario, Medellín |  |
|                     |          | Reporte |        |                                  |  |

### Tercera fecha
| 1 de septiembre, 10:00 | México | 48 - 26 | Guyana | Estadio Cincuentenario, Medellín |  |
|                        |        | Reporte |        |                                  |  |

| 1 de septiembre, 15:00 | Colombia | 44 - 29 | Paraguay | Estadio Cincuentenario, Medellín |  |
|                        |          | Reporte |          |                                  |  |

| Bandera de Colombia |
| Campeón Colombia    |
| Primer título       |